# Luguhu (lago)
Il Luguhu è un lago di alta montagna che si trova sull'Altopiano Yunnan-Guizhou, in Cina, ad un'altitudine di 2685 metri. Ricopre una superficie di quasi 50 chilometri quadrati, ha una lunghezza di 9,4 chilometri, una larghezza massima di 5,2 ed una profondità media di 93,5 metri.